# آرسیلرا
آرسیلرا (به اسپانیایی: Arcillera) یک محل در اسپانیا است که در کاستیا و لئون واقع شده‌است.

## خصوصیات
آرسیلرا ۶۱ نفر جمعیت دارد.